# Уорик, Дерек
Де́рек Стэ́нли А́ртур Уо́рик (англ. Derek Stanley Arthur Warwick) (27 августа 1954, Нью-Олсфорд, Гэмпшир, Англия,) — британский автогонщик, победитель 24 часов Ле-Мана (1992). Участвовал в 13 сезонах чемпионата мира по автогонкам в классе Формула-1, но никогда не побеждал в Гран-при. В 2006 году участвовал в Гран-при Мастеров.

## Юность и первые шаги
Уорик начал свою карьеру в британском кузовном чемпионате в команде Spedeworth на трассах вроде Aldershot Stadium. Он одержал победу в британском чемпионате Superstox-1971 (ему тогда было 16 лет) и чемпионате мира 1973 года на стадионе Уимблдон. Его младший брат Пол также имел успех в Superstox, прежде чем перейти в Formula 3000, где в 1991 году разбился насмерть.
В 1978 года Дерек выиграл Британскую Формулу-3.

## Формула-1 (1981—1993)
Уорик начал свою карьеру в Ф-1 в команде Тоулмен в 1981. Ему удалось в том году квалифицироваться лишь однажды, на последнюю гонку сезона в Лас-Вегасе. Уорик провёл ещё два унылых сезона в команде — 1982 и 1983, но ему удалось оправиться от неудач, и он набрал 9 очков в конце сезона.
В 1984 году Уорик перешёл в Рено, заменив Алена Проста. Уорик ожидал побед от довольно быстрой машины, и он лидировал в Бразилии, в его первой гонке за эту команду, но сошёл из-за проблем с подвеской после борьбы с Лаудой на McLaren. Уорик финишировал вторым в Бельгии и занял седьмое место в чемпионате. Ни Уорик, ни его напарник Патрик Тамбе не выиграли ни одной гонки в 1984 году, причём это произошло впервые с его дебютного 1978 года.
Поворотной точкой в карьере Уорика стало решение остаться в Рено вместо того, чтобы перейти в Williams-Honda (в итоге его место было занято Найджелом Мэнселлом, что позволило ему выиграть две гонки перед концом сезона). 1985 год стал малорезультативным для команды из Вири, и французы решили уйти из чемпионата. Ликвидация Рено и отказ Сенны принять Уорика в команду (пользуясь контрактом первого пилота команды, Сенна считал, что команда не сможет одновременно поддерживать двух потенциальных чемпионов) заставили его уйти в кузовные гонки в команде Тома Уолкиншоу на TWR Jaguar в Чемпионат мира по гонкам на спорткарах. Но после смерти де Анджелиса в мае Уорика все же пригласили на его место. По неподтверждённым слухам, глава команды Берни Экклстоун пригласил Уорика на место де Анджелиса, потому что англичанин единственный не предлагал свои услуги как раз после непредвиденной смерти итальянца. Уорик объяснил:

Я получил звонок от Берни, и он сказал, что он понимает, почему я не звонил ему сразу после смерти Элио и спросил, хочу ли я выступать в его команде.
Оригинальный текст (англ.)I got a phone call from Bernie, who said that he really appreciated the fact that I didn’t call him five minutes after Elio had died and would I like to drive for him.
— http://richardsf1.com/2011/03/13/exclusive-interview-derek-warwick/
Так как гонки в кузовном чемпионате не пересекались с Гран-при Формулы-1, Уорик выступал в обоих чемпионатах одновременно.
В 1987 году Уорик выступает за Arrows вместе со своим коллегой по Jaguar в WSC Эдди Чивером. Сезон был закончен с 3 очками. В 1988 результаты улучшились благодаря мощным двигателям Megatron (переименованный BMW M12). Уорик семь раз финишировал в шестерке, что позволило ему набрать 17 очков и занять высокую 8-ю позицию по итогам чемпионата. Его лучшим результатом в том сезоне стало 4-е место в Монце, где он финишировал на полсекунды позже своего напарника. Также это Гран-при примечательно тем, что впервые с начала 1987 года специалист по двигателям Arrows Хейни Майдер наконец-таки решил проблему с ограничением мощности турбонагнетателя по распоряжению FIA. Это позволило Уорику и Чиверу использовать всю мощь двигателя BMW — 640 л. с. (давление в турбонагнетателе было 2.5 бара) и быть ближе к верху пелотона.
В 1989 от Уорика ускользнуло две победы. На Гран-при Бразилии был катастрофически долгий пит-стоп, что позволило Уорику прийти только на 5-м месте с проигрышем в 17 секунд победителю Мэнселлу. Но настоящим горем стало Гран-при Канады, когда Уорик прекрасно проводил дождевую гонку, но на 40-м круге двигатель Cosworth приказал долго жить, причем британец шёл вторым. Сенна прошёл Уорика на 38-м круге, но за три круга до финиша у бразильца двигатель Honda вспыхнул. Так как время Уорика на круге было быстрее, чем у его преследователей, включая победителя Тьерри Бутсена, британец вполне мог выиграть эту гонку. Надежность машины испортила сезон британцу. В итоге Уорик закончил чемпионат с 7 очками — в последнем сезоне за команду из Лифилда.
В сезоне 1990, через 4 года после вето Сенны, Уорик всё-таки сел за руль легендарной Lotus с двигателем Lamborghini V12. Но дни, когда команда побеждала, были уже далеко позади, и Уорик смог набрать лишь жалких 3 очка. Его лучшим результатом стало Гран-при Испании, на котором его напарник Мартин Доннелли
получил травму в результате аварии, что оставило Уорика одного, и он был вынужден морально поддерживать команду. В той гонке Уорик сошёл за 10 кругов до финиша из-за проблем с коробкой передач. Через три года британец вернулся в Формулу-1 в составе Footwork, но ему удалось набрать лишь 4 очка. Он закончил свою карьеру, в итоге участвовав в 71 Гран-при.
Некоторые считают Уорика лучшим гонщиком, кто не выиграл ни одной гонки.

## Результаты выступлений в Формуле-1
| Легенда к таблице |                                                                    |
| --- | ------------------------------------------------------------------ |
| В таблице перечислены результаты всех Гран-при Формулы-1, в которых принимал участие гонщик. Строками таблицы являются сезоны, столбцами — этапы чемпионата мира. В каждой клетке указаны сокращённое название этапа и результат, дополнительно обозначенный цветом. Расшифровка обозначений и цветов представлена в нижеследующей таблице. |                                                                    |
| \| Пример \| Описание \| \| ------------ \| ------------------------------------------------------------------ \| \| 1 \| Победитель \| \| 2 \| Второе место \| \| 3 \| Третье место \| \| 5 \| Финишировал, заработав очки \| \| Сход \| Не финишировал, но при этом заработал очки \| \| 12 \| Финишировал, не получив очков \| \| НКЛ \| Финишировал, но не попал в финальную классификацию \| \| 15 \| Участвовал вне зачёта, либо по отдельной классификации \| \| 18 \| Не финишировал, но попал в финальную классификацию \| \| Сход \| Не финишировал \| \| НКВ \| Не прошёл квалификацию \| \| НПКВ \| Не прошёл предквалификацию \| \| ДСК \| Дисквалифицирован \| \| ИСК \| Исключён из протокола соревнований \| \| ТТ \| Заявлен для участия только в тренировках \| \| НС \| Участвовал в квалификации, но не стартовал в гонке \| \| Т \| Травмирован или болен \| \| ОТК \| Отказ от участия \| \| НТР \| Прибыл на соревнования, но на трассу не выезжал \| \| НПР \| Был заявлен в числе участников, но не прибыл к началу соревнований \| \| О \| Соревнования отменены \| \| \| Не участвовал \| \| Поул-позиция \| \| \| Быстрый круг \| \| |                                                                    |
| Пример | Описание                                                           |
| 1 | Победитель                                                         |
| 2 | Второе место                                                       |
| 3 | Третье место                                                       |
| 5 | Финишировал, заработав очки                                        |
| Сход | Не финишировал, но при этом заработал очки                         |
| 12 | Финишировал, не получив очков                                      |
| НКЛ | Финишировал, но не попал в финальную классификацию                 |
| 15 | Участвовал вне зачёта, либо по отдельной классификации             |
| 18 | Не финишировал, но попал в финальную классификацию                 |
| Сход | Не финишировал                                                     |
| НКВ | Не прошёл квалификацию                                             |
| НПКВ | Не прошёл предквалификацию                                         |
| ДСК | Дисквалифицирован                                                  |
| ИСК | Исключён из протокола соревнований                                 |
| ТТ | Заявлен для участия только в тренировках                           |
| НС | Участвовал в квалификации, но не стартовал в гонке                 |
| Т | Травмирован или болен                                              |
| ОТК | Отказ от участия                                                   |
| НТР | Прибыл на соревнования, но на трассу не выезжал                    |
| НПР | Был заявлен в числе участников, но не прибыл к началу соревнований |
| О | Соревнования отменены                                              |
| | Не участвовал                                                      |
| Поул-позиция |                                                                    |
| Быстрый круг |                                                                    |

| Год  | Команда                   | Шасси          | Двигатель   | 1        | 2        | 3        | 4        | 5        | 6        | 7        | 8        | 9        | 10       | 11       | 12       | 13       | 14       | 15       | 16       | Место | Очки |
| ---- | ------------------------- | -------------- | ----------- | -------- | -------- | -------- | -------- | -------- | -------- | -------- | -------- | -------- | -------- | -------- | -------- | -------- | -------- | -------- | -------- | ----- | ---- |
| 1981 | Candy Toleman Motorsport  | Toleman TG181  | Hart        | СШЗ      | БРА      | АРГ      | САН НКВ  | БЕЛ НКВ  | МОН НКВ  | ИСП НКВ  | ФРА НКВ  | ВЕЛ НКВ  | ГЕР НКВ  | АВТ НКВ  | НИД НКВ  | ИТА НКВ  | КАН НКВ  | СИЗ Сход |          | НКЛ   | 0    |
| 1982 | Candy Toleman Motorsport  | Toleman TG181C | Hart        | ЮАР Сход | БРА НКВ  | СШЗ НКВ  | САН Сход | БЕЛ Сход | МОН НКВ  | ДЕТ      | КАН      | НИД Сход | ВЕЛ Сход | ФРА 15   | ГЕР 10   | АВТ Сход | ШВА Сход |          |          | НКЛ   | 0    |
| 1982 | Candy Toleman Motorsport  | Toleman TG183  | Hart        |          |          |          |          |          |          |          |          |          |          |          |          |          |          | ИТА Сход | СИЗ Сход | НКЛ   | 0    |
| 1983 | Candy Toleman Motorsport  | Toleman TG183B | Hart        | БРА 8    | СШЗ Сход | ФРА Сход | САН Сход | МОН Сход | БЕЛ 7    | ДЕТ Сход | КАН Сход | ВЕЛ Сход | ГЕР Сход | АВТ Сход | НИД 4    | ИТА 6    | ЕВР 5    | ЮАР 4    |          | 14    | 9    |
| 1984 | Equipe Renault Elf        | Renault RE50   | Renault     | БРА Сход | ЮАР 3    | БЕЛ 2    | САН 4    | ФРА Сход | МОН Сход | КАН Сход | ДЕТ Сход | ДАЛ Сход | ВЕЛ 2    | ГЕР 3    | АВТ Сход | НИД Сход | ИТА Сход | ЕВР 11   | ПОР Сход | 7     | 23   |
| 1985 | Equipe Renault Elf        | Renault RE60   | Renault     | БРА 10   | ПОР 7    | САН 10   | МОН 5    | КАН Сход | ДЕТ Сход | ФРА 7    |          |          |          |          |          |          |          |          |          | 14    | 5    |
| 1985 | Equipe Renault Elf        | Renault RE60B  | Renault     |          |          |          |          |          |          |          | ВЕЛ 5    | ГЕР Сход | АВТ Сход | НИД Сход | ИТА Сход | БЕЛ 6    | ЕВР Сход | ЮАР Сход | АВС Сход | 14    | 5    |
| 1986 | Motor Racing Developments | Brabham BT55   | BMW         | БРА      | ИСП      | САН      | МОН      | БЕЛ      | КАН Сход | ДЕТ 10   | ФРА 9    | ВЕЛ 8    | ГЕР 7    | ВЕН Сход | АВТ НС   | ИТА Сход | ПОР Сход | МЕК Сход | АВС Сход | НКЛ   | 0    |
| 1987 | USF&G Arrows Megatron     | Arrows A10     | Megatron    | БРА Сход | САН 11   | БЕЛ Сход | МОН Сход | ДЕТ Сход | ФРА Сход | ВЕЛ 5    | ГЕР Сход | ВЕН 6    | АВТ Сход | ИТА Сход | ПОР 13   | ИСП 10   | МЕК Сход | ЯПО 10   | АВС Сход | 16    | 3    |
| 1988 | USF&G Arrows Megatron     | Arrows A10B    | Megatron    | БРА 4    | САН 9    | МОН 4    | МЕК 5    | КАН 7    | ДЕТ Сход | ФРА Сход | ВЕЛ 6    | ГЕР 7    | ВЕН Сход | БЕЛ 5    | ИТА 4    | ПОР 4    | ИСП Сход | ЯПО Сход | АВС Сход | 8     | 17   |
| 1989 | USF&G Arrows              | Arrows A11     | Ford        | БРА 5    | САН 5    | МОН Сход | МЕК Сход | США Сход | КАН Сход | ФРА      | ВЕЛ 9    | ГЕР 6    | ВЕН 10   | БЕЛ 6    | ИТА Сход | ПОР Сход | ИСП 9    | ЯПО 6    | АВС Сход | 10    | 7    |
| 1990 | Camel Team Lotus          | Lotus 102      | Lamborghini | США Сход | БРА Сход | США 7    | МОН Сход | КАН 6    | МЕК 10   | ФРА 11   | ВЕЛ Сход | ГЕР 8    | ВЕН 5    | БЕЛ 11   | ИТА Сход | ПОР Сход | ИСП Сход | ЯПО Сход | АВС Сход | 14    | 3    |
| 1993 | Footwork Mugen-Honda      | Footwork FA13B | Mugen-Honda | ЮАР 7    | БРА 9    |          |          |          |          |          |          |          |          |          |          |          |          |          |          | 16    | 4    |
| 1993 | Footwork Mugen-Honda      | Footwork FA14  | Mugen-Honda |          |          | ЕВР Сход | САН Сход | ИСП 13   | МОН Сход | КАН 16   | ФРА 13   | ВЕЛ 6    | ГЕР 17   | ВЕН 4    | БЕЛ Сход | ИТА Сход | ПОР 15   | ЯПО 14   | АВС 10   | 16    | 4    |